# HD 26793
HD 26793，又名BD+09 550，SAO 111680、HR 1315，是一颗恒星，视星等为5.22，位于銀經183.04，銀緯-28.34，其B1900.0坐标为赤經4h 9m 8.2s，赤緯+9° -28.34′ 32″。